# European Silver League maschile 2024
L'European Silver League 2024, 6ª edizione dell'omonima competizione di pallavolo maschile, si è svolta dal 17 maggio all'11 giugno 2024: al torneo hanno partecipato quattro squadre nazionali europee e la vittoria finale è andata per la prima volta a Israele.

## Regolamento

### Formula
La formula ha previsto:
- Fase a gironi, disputata con girone all'italiana: le prime due classificate hanno acceduto alla finale.
- Finale: la vincitrice è promossa alla European Golden League 2025.

### Criteri di classifica
Se il risultato finale è stato di 3-0 o 3-1 sono stati assegnati 3 punti alla squadra vincente e 0 a quella sconfitta, se il risultato finale è stato di 3-2 sono stati assegnati 2 punti alla squadra vincente e 1 a quella sconfitta.
L'ordine del posizionamento in classifica è stato definito in base a:
- Numero di partite vinte;
- Punti;
- Ratio dei set vinti/persi;
- Ratio dei punti realizzati/subiti;
- Risultati degli scontri diretti.

## Squadre partecipanti
| Squadra | Qualificazione                    | Ultima partecipazione       |
| ------- | --------------------------------- | --------------------------- |
| Austria | 3ª in European Silver League 2023 | European Silver League 2023 |
| Fær Øer | 5ª in European Silver League 2023 | European Silver League 2023 |
| Islanda | Wild card                         | Debutto                     |
| Israele | Wild card                         | European Silver League 2021 |

## Torneo

### Fase a gironi

#### Girone 1
| 17 maggio 2024 Íþróttahúsið Digranes, Kópavogur Durata: 1h:50 - Spettatori: 145 | Fær Øer | 1 - 3 | Islanda | 21-25, 26-24, 22-25, 25-27 |
| 18 maggio 2024 Íþróttahúsið Digranes, Kópavogur Durata: 1h:01 - Spettatori: 0   | Israele | 3 - 0 | Fær Øer | 25-11, 25-12, 25-13        |
| 19 maggio 2024 Íþróttahúsið Digranes, Kópavogur Durata: 1h:05 - Spettatori: 80  | Islanda | 0 - 3 | Israele | 15-25, 11-25, 12-25        |

#### Girone 2
| 24 maggio 2024 Samkomuhøll, Tórshavn Durata: 1h:19 - Spettatori: 130 | Islanda | 0 - 3 | Fær Øer | 24-26, 23-25, 19-25 |
| 25 maggio 2024 Samkomuhøll, Tórshavn Durata: 1h:16 - Spettatori: 30  | Austria | 3 - 0 | Islanda | 25-20, 25-23, 25-19 |
| 26 maggio 2024 Samkomuhøll, Tórshavn Durata: 1h:01 - Spettatori: 90  | Fær Øer | 0 - 3 | Austria | 18-25, 16-25, 13-25 |

#### Girone 3
| 31 maggio 2024 Sportska sala Park, Strumica Durata: 1h:03 - Spettatori: 0 | Islanda | 0 - 3 | Israele | 14-25, 14-25, 10-25               |
| 1º giugno 2024 Sportska sala Park, Strumica Durata: 1h:17 - Spettatori: 0 | Austria | 3 - 0 | Islanda | 25-16, 34-32, 25-14               |
| 2 giugno 2024 Sportska sala Park, Strumica Durata: 2h:21 - Spettatori: 0  | Israele | 3 - 2 | Austria | 25-23, 25-17, 26-28, 23-25, 16-14 |

#### Girone 4
| 7 giugno 2024 Johann-Pölz-Halle, Amstetten Durata: 1h:05 - Spettatori: 240 | Fær Øer | 0 - 3 | Austria | 14-25, 14-25, 15-25 |
| 8 giugno 2024 Johann-Pölz-Halle, Amstetten Durata: 1h:08 - Spettatori: 30  | Israele | 3 - 0 | Fær Øer | 25-17, 25-9, 25-19  |
| 9 giugno 2024 Johann-Pölz-Halle, Amstetten Durata: 1h:26 - Spettatori: 450 | Austria | 0 - 3 | Israele | 20-25, 21-25, 15-25 |

#### Classifica
| Pos. | Squadra | Pt | G | V | P | SV | SP | Ratio | PF  | PS  | Ratio |
| ---- | ------- | -- | - | - | - | -- | -- | ----- | --- | --- | ----- |
| 1.   | Israele | 17 | 6 | 6 | 0 | 18 | 2  | 9,000 | 490 | 320 | 1,531 |
| 2.   | Austria | 13 | 6 | 4 | 2 | 14 | 6  | 2,333 | 472 | 404 | 1,168 |
| 3.   | Fær Øer | 3  | 6 | 1 | 5 | 4  | 15 | 0,266 | 341 | 467 | 0,730 |
| 4.   | Islanda | 3  | 6 | 1 | 5 | 3  | 16 | 0,187 | 367 | 479 | 0,766 |

      Qualificata alla finale.

### Finale
| 11 giugno 2024 Raiffeisen Volleydome, Ried im Innkreis Durata: 2h:34 - Spettatori: 540 | Israele | 3 - 2 | Austria | 22-25, 25-27, 25-19, 29-27, 16-14 |

## Classifica finale
| Pos | Squadra | Rosa |
| --- | ------- | --- |
|     | Israele | Formazione: 1 Osokin, 4 Liberman, 5 Ben Shloosh, 6 Batchkala, 7 Goldrin, 10 Ariel, 12 Hazan, 15 Kopilevich, 19 Rura, 20 Halachmi, 21 Briger, 23 Rawitz, CT: Stein |
|     | Austria | Formazione: 2 Müller, 4 Hensel, 5 Kitzinger, 6 Kiss, 7 Krassnig, 8 Stosch, 9 S. Sablatnig, 11 Willimek, 12 Berger, 13 Thaller, 14 Czerwiński, 17 B. Sablatnig, 19 Mülleder, 21 Ecker, 23 Jurkovics, 34 Mürzl, CT: Gačič                                                                              |
| 3   | Fær Øer | Formazione: 1 Højsted, 3 Heinason, 4 B. Joensen, 5 F. Ilić, 6 Danielsen, 7 Ellingsgaard, 8 Sil. Poulsen, 9 V. Ilić, 10 Nón, 11 Wang, 12 í Haraldstovu, 13 Sim. Poulsen, 14 H. Joensen, 15 Holm, 16 Olsen, CT: B. Ilić                                                                                |
| 4   | Islanda | Formazione: 1 Matthíasson, 2 Valgeirsson, 3 Olafsson, 4 Valdimarsson, 6 APétursson, 7 Kristjánsson, 8 Valdimarsson, 10 Sævarsson Meyer, 11 Sigurðsson, 12 Matthíasson, 13 Hannesson, 14 Birgisson, 15 Davidson, 16 Svavarsson, 17 Halldórsson, 18 Davíðsson, 19 Hlynsson, 20 Björnsson, CT: González |

|  | Promossa in European Golden League 2025 |

## Statistiche
| Rendimento individuale | Rendimento individuale | Rendimento individuale | Rendimento individuale |
| Pos.                   | Nome                   | Punti                  | Squadra                |
| ---------------------- | ---------------------- | ---------------------- | ---------------------- |
| 1                      | Michael Czerwiński     | 186                    | Austria                |
| 2                      | Mark Rura              | 126                    | Israele                |
| 3                      | Shay Liberman          | 115                    | Israele                |
| 4                      | Iliya Goldrin          | 89                     | Israele                |
| 5                      | Hafsteinn Sigurðsson   | 82                     | Islanda                |

| Attacchi vincenti | Attacchi vincenti    | Attacchi vincenti | Attacchi vincenti |
| Pos.              | Nome                 | Punti             | Squadra           |
| ----------------- | -------------------- | ----------------- | ----------------- |
| 1                 | Michael Czerwiński   | 162               | Austria           |
| 2                 | Mark Rura            | 103               | Israele           |
| 3                 | Shay Liberman        | 96                | Israele           |
| 4                 | Hafsteinn Sigurðsson | 70                | Islanda           |
| 4                 | Iliya Goldrin        | 70                | Israele           |

| Muri vincenti | Muri vincenti        | Muri vincenti | Muri vincenti |
| Pos.          | Nome                 | Punti         | Squadra       |
| ------------- | -------------------- | ------------- | ------------- |
| 1             | Viacheslav Batchkala | 20            | Israele       |
| 2             | Jóhan Wang           | 18            | Fær Øer       |
| 3             | Mark Rura            | 15            | Israele       |
| 4             | Michael Czerwiński   | 13            | Austria       |
| 5             | Hafsteinn Sigurðsson | 12            | Islanda       |
| 5             | Ofeck Hazan          | 12            | Israele       |
| 5             | Sebastian Sablatnig  | 12            | Austria       |

| Battute vincenti | Battute vincenti   | Battute vincenti | Battute vincenti |
| Pos.             | Nome               | Punti            | Squadra          |
| ---------------- | ------------------ | ---------------- | ---------------- |
| 1                | Iliya Goldrin      | 15               | Israele          |
| 2                | Noel Krassnig      | 12               | Austria          |
| 3                | Michael Czerwiński | 11               | Austria          |
| 4                | Shay Liberman      | 9                | Israele          |
| 5                | Mark Rura          | 8                | Israele          |